# Power Up (Album)
Power Up ist das sechzehnte international veröffentlichte Studioalbum der australischen Hardrock-Band AC/DC. Es erschien am 13. November 2020. Das Album markiert die Rückkehr von Sänger Brian Johnson, Bassist Cliff Williams und Schlagzeuger Phil Rudd, die alle nach dem letzten Album Rock or Bust, das sechs Jahre zuvor 2014 erschienen war, aus verschiedenen Gründen aus der Band ausgeschieden waren. Es ist auch das erste Album seit dem Tod des ursprünglichen Rhythmus-Gitarristen Malcolm Young.
Im Jahr 2024 folgte auf die Veröffentlichung des Albums die gleichnamige Power Up Tour, die am 17. Mai in Gelsenkirchen begann.

## Titelliste
Alle Titel wurden geschrieben von den Brüdern Angus und Malcolm Young.
| Nr. | Titel                     | Länge |
| --- | ------------------------- | ----- |
| 1.  | Realize                   | 3:37  |
| 2.  | Rejection                 | 4:06  |
| 3.  | Shot in the Dark          | 3:06  |
| 4.  | Through the Mists of Time | 3:32  |
| 5.  | Kick You When You’re Down | 3:10  |
| 6.  | Witch’s Spell             | 3:42  |
| 7.  | Demon Fire                | 3:30  |
| 8.  | Wild Reputation           | 2:54  |
| 9.  | No Man’s Land             | 3:39  |
| 10. | Systems Down              | 3:12  |
| 11. | Money Shot                | 3:05  |
| 12. | Code Red                  | 3:31  |

## Singleauskopplungen
Die Single Shot in the Dark wurde am 7. Oktober 2020 veröffentlicht. Das offizielle Video dazu wurde am 26. Oktober 2020 als Premiere auf YouTube veröffentlicht. Am 11. November 2020 folgte die Single Realize. Seit dem 12. November sind alle Audios der Lieder auf YouTube zugänglich. Es folgten Singleauskopplungen zu Demon Fire, Kick You When You’re Down und Witch’s Spell. Through the Mists of Time wurde als eine auf 5000 Einheiten limitierte Promo-Single am Record Store Day veröffentlicht.

## Kommerzieller Erfolg

### Chartplatzierungen
Power Up stieg am 20. November 2020 auf Platz eins in die deutschen Albumcharts ein. AC/DC erreichten damit zum sechsten Mal die Chartspitze der deutschen Albumcharts. Darüber hinaus erreichte das Album ebenfalls die Chartspitze der deutschen Vinylcharts im Dezember 2020, was es zur meistverkauften Schallplatte des vorangegangenen Monats macht. 2020 belegte Power Up Rang eins der deutschen Album-Jahrescharts sowie mit 33.000 verkauften Schallplatten Rang eins der deutschen Vinyl-Jahrescharts. 2021 belegte das Album noch Rang acht der Vinyl-Jahrescharts. In den österreichischen und Schweizer Album-Jahrescharts belegte das Album ebenfalls die Chartspitze.
| ChartsChartplatzierungen       | Höchstplatzierung | Wochen |
| ------------------------------ | ----------------- | ------ |
| Australien (ARIA)              | 1 (16 Wo.)        | 16     |
| Deutschland (GfK)              | 1 (59 Wo.)        | 59     |
| Österreich (Ö3)                | 1 (41 Wo.)        | 41     |
| Schweiz (IFPI)                 | 1 (50 Wo.)        | 50     |
| Vereinigte Staaten (Billboard) | 1 (9 Wo.)         | 9      |
| Vereinigtes Königreich (OCC)   | 1 (10 Wo.)        | 10     |

| ChartsJahrescharts (2020)    | Platzierung |
| ---------------------------- | ----------- |
| Australien (ARIA)            | 4           |
| Deutschland (GfK)            | 1           |
| Österreich (Ö3)              | 1           |
| Schweiz (IFPI)               | 1           |
| Vereinigtes Königreich (OCC) | 26          |

| ChartsJahrescharts (2021)      | Platzierung |
| ------------------------------ | ----------- |
| Australien (ARIA)              | 96          |
| Deutschland (GfK)              | 3           |
| Österreich (Ö3)                | 32          |
| Schweiz (IFPI)                 | 5           |
| Vereinigte Staaten (Billboard) | 174         |

### Auszeichnungen für Musikverkäufe
Power Up verzeichnete den erfolgreichsten Albumstart im Kalenderjahr 2020 in Deutschland, Österreich und der Schweiz. In allen drei Ländern verkaufte sich das Album in der ersten Woche insgesamt über 180.000 Mal. Am 25. November 2020 erhielt Power Up Platin in Österreich für über 15.000 verkaufte Einheiten, im Dezember folgte Platin in Deutschland für über 200.000 Verkäufe. Im Kalenderjahr 2020 verkaufte sich das Album weltweit über 1,37 Millionen Mal.
| Land/Region                  | Auszeichnungen für Musikverkäufe (Land/Region, Auszeichnung, Verkäufe) | Verkäufe |
| ---------------------------- | ---------------------------------------------------------------------- | -------- |
| Australien (ARIA)            | Gold                                                                   | 35.000   |
| Deutschland (BVMI)           | 2× Platin                                                              | 400.000  |
| Frankreich (SNEP)            | 2× Platin                                                              | 200.000  |
| Italien (FIMI)               | Gold                                                                   | 25.000   |
| Kanada (MC)                  | Gold                                                                   | 40.000   |
| Österreich (IFPI)            | Platin                                                                 | 15.000   |
| Polen (ZPAV)                 | Platin                                                                 | 20.000   |
| Schweden (IFPI)              | Gold                                                                   | 15.000   |
| Schweiz (IFPI)               | Platin                                                                 | 20.000   |
| Spanien (Promusicae)         | Platin                                                                 | 40.000   |
| Vereinigtes Königreich (BPI) | Gold                                                                   | 100.000  |
| Insgesamt                    | 5× Gold · 8× Platin ·                                                  | 910.000  |

Hauptartikel: AC/DC/Auszeichnungen für Musikverkäufe